# Buddy Bregman

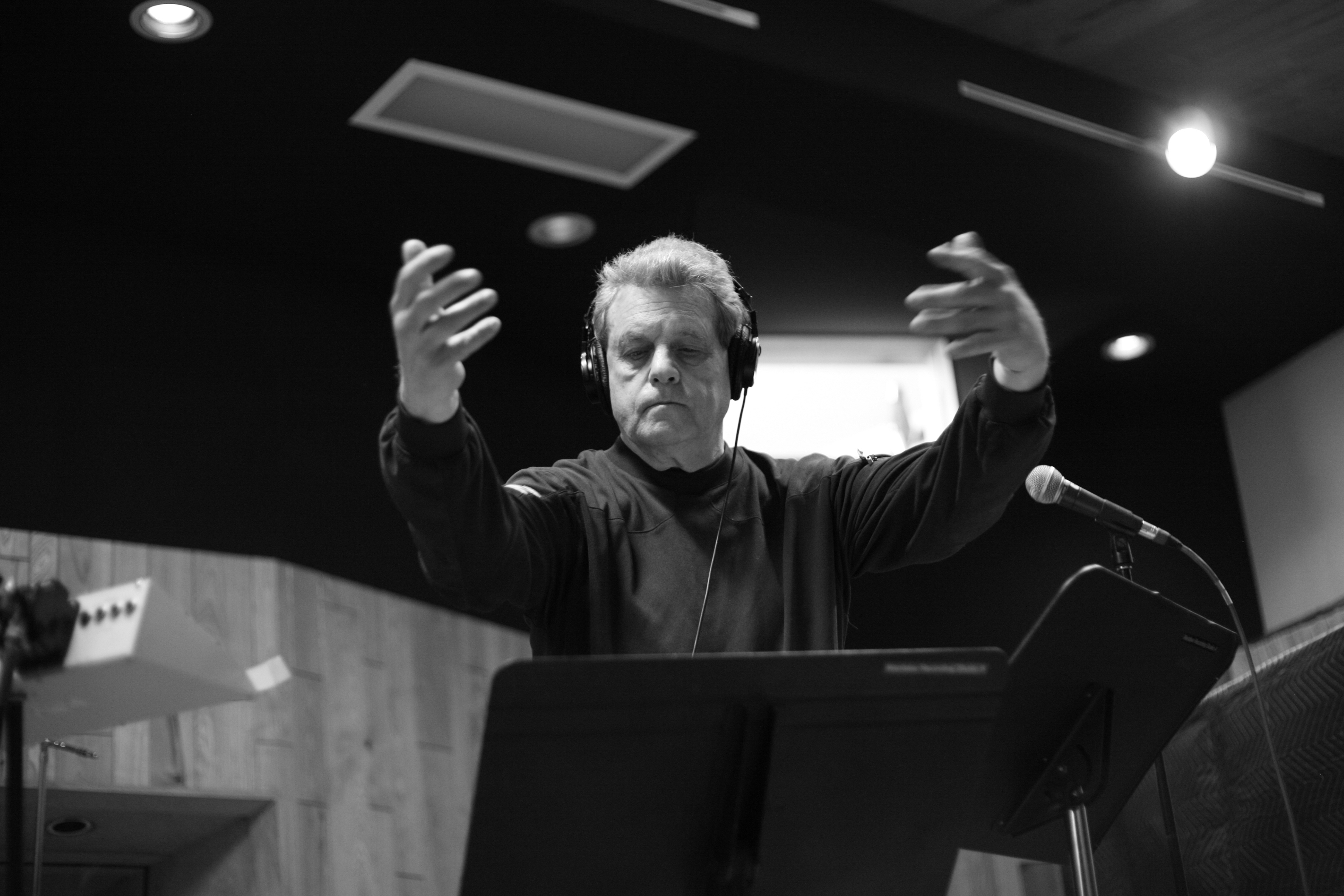
Buddy Bregman (2006)

Buddy Bregman (* 9. Juli 1930 in Chicago; † 8. Januar 2017 in Los Angeles) war ein US-amerikanischer Fernsehregisseur, Produzent, Komponist und Bandleader, der auch mit Swing- und West-Coast-Jazz-Musikern arbeitete.

## Leben
Bregman studierte an der UCLA und schrieb zu dieser Zeit den Titel I Need Your Lovin mit den Songwritern Jerry Leiber und Mike Stoller, der sein erster Hit-Erfolg werden sollte. Ab Mitte der 1950er Jahre arbeitete er dann in den Studios von Hollywood für Norman Granz’ neues Label Verve Records als künstlerischer Leiter. Dort begleitete und arrangierte er für Showstars wie Bing Crosby (Bing Sings Whilst Bregman Swings), Judy Garland, Peggy Lee und Frank Sinatra, nahm aber auch einige Big Band Alben unter eigenem Namen für Verve Records auf. Außerdem wirkte er mit seinem Orchester an den 1956 entstandenen Verve-Produktionen des Great American Songbook von Ella Fitzgerald (Sings the Cole Porter Songbook und Sings the Rodgers and Hart Songbook) und Anita O’Day (Pick Up Yourself) mit. Daneben produzierte er Filmmusiken, wie für The Pajama Game, Crime in the Streets, Secret of the Purple Reef.
In seinem Orchester spielten damals namhafte Musiker des West-Coast-Jazz wie Milt Bernhart, Pete und Conte Candoli, Bob Cooper, Harry „Sweets“ Edison, Maynard Ferguson, Herb Geller, Jimmy Giuffre, Barney Kessel, Stan Levey, Joe Mondragon, Frank Rosolino, Bud Shank und Alvin Stoller. An seinem bekanntesten Album dieser Zeit Swinging Kicks von 1956 wirkten außerdem als Gastsolisten André Previn, Ben Webster und Stan Getz mit. 1963 wirkte er an der Produktion des Albums Something Wonderful von Carmen McRae mit.
Nach seiner Tätigkeit bei Verve arbeitete Bregman als Produzent bei der BBC sowie ab 1965 als Unterhaltungschef der privaten ITV-Rediffusion London. Bregman schrieb dann das Musical Jump Jim Crow für die Royal Shakespeare Company, später arbeitete er für unabhängige Fernseh- und Filmproduktionsanstalten und produzierte Filme mit Olivia Newton-John. Nach seiner Rückkehr in die Vereinigten Staaten arbeitete Bregman als Fernsehproduzent und -regisseur.
Bregmans war mit Suzanne Lloyd von 1961 bis 1988 verheiratet. Seine Tochter ist die Schauspielerin Tracey Bregman.